# Georg Schick
Georg Schick (* 20. Juni 1898 in Mainz; † 13. Dezember 1977 in Worms) war ein deutscher Verwaltungsbeamter und Politiker der SPD.

## Leben und Beruf
Nach seinem Abitur begann Schick eine Ausbildung zum Beamten im öffentlichen Dienst, die er 1921 in Darmstadt mit Ablegen des Staatsexamens beendete. Zuletzt war er als Kreisinspektor in Erbach (Odenwald) im heutigen Odenwaldkreis tätig. Aufgrund seiner Mitgliedschaft in der SPD wurde er 1934 von den Nationalsozialisten entlassen. Da er wegen einer leichten Körperbehinderung nicht zum Kriegsdienst eingezogen werden konnte, wurde er 1941 in der Kreisverwaltung in Bingen dienstverpflichtet. Dort war er für Preisüberwachung und Familienunterhalt zuständig. Nach der Bombardierung Bingens im Dezember 1944 wurde sein Amt in das Gebäude des Amtsgerichts in Ober-Ingelheim verlegt. Im Zuge dessen verlegte er auch seinen Wohnsitz dorthin – seine bisherige Wohnung in Mainz fiel ebenfalls den Bomben zum Opfer.

## Politik
Am 14. April 1945, wenige Wochen nach dem Einmarsch der US-Armee, wurde Georg Schick vom amerikanischen Distriktkommandeur zum Bürgermeister der Stadt Ingelheim am Rhein ernannt. Der Amtssitz wurde dabei nach Ober-Ingelheim verlegt, er befand sich zuvor im Rathaus in Nieder-Ingelheim. Bereits im Juni 1945 wurde Schick von Georg Rückert abgelöst und zum Landrat des Landkreises Bingen berufen. Nach zwei Jahren wechselte er im November 1947 in den Landkreis Worms, wo er das Amt des Landrats bis 1963 ausübte.

## Sonstiges
Von 1953 bis 1969 war Schick Vorsitzender der Wormser Narrhalla.